# Schweineköpfige Frauen

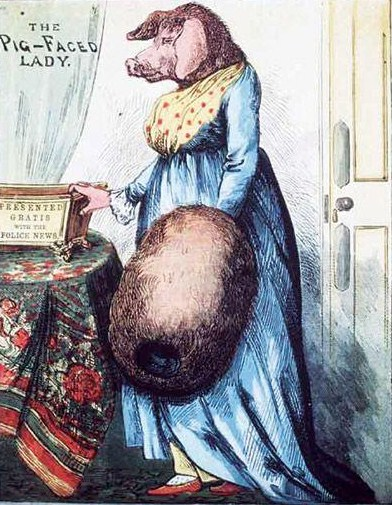
Ein 1882 Druck einer schweineköpfigen Frau in The Illustrated Police News

Legenden über schweineköpfige Frauen tauchten Ende der 1630er Jahre ungefähr gleichzeitig in Holland, England und Frankreich auf. Diese Geschichten erzählten von wohlhabenden Frauen menschlicher Gestalt mit dem Kopf eines Schweins.
In den frühesten Versionen dieser Geschichten wurde ihre schweineartige Erscheinung der Hexerei zugeschrieben. Nach dem Hochzeitstag wurde der Ehemann der schweineköpfigen Frau vor die Wahl gestellt: Sollte seine Frau nur ihm schön erscheinen und für die Augen aller anderen diese schweineartige Gestalt haben, oder sollte sie nur ihm schweineartig erscheinen und menschlich für alle anderen? Nur wenn ihr Ehemann sich dafür entschied, die Wahl ihr zu überlassen, konnte der Bann gebrochen werden und ihre schweineartige Erscheinung fiel ab. Solche Geschichten wurden vor allem in England und später in Irland bekannt.
Mit der Zeit verlor die Geschichte ihre magischen Züge und die Existenz schweineköpfiger Frauen wurde als Tatsache anerkannt. Dieser Glaube war vor allem in Dublin Anfang des 19. Jahrhunderts weit verbreitet, wo man überzeugt davon war, dass die zurückgezogene Philanthropin Griselda Steevens sich vor der Öffentlichkeit verbarg, weil sie das Gesicht eines Schweines hatte. Zwischen 1814 und 1815 verbreitete sich in London das Gerücht, dass in Marylebone eine schweineköpfige Frau lebte. Ihre Existenz wurde weithin als Tatsache behandelt, und eine Vielzahl an vermeintlichen Porträts der Frau wurden veröffentlicht. Der öffentliche Glaube an die Existenz schweineköpfiger Frauen wurde von skrupellosen Jahrmarktshändlern ausgenutzt. Sie stellten lebende Exemplare auf Märkten zur Schau, doch diese waren in Wirklichkeit nicht Frauen, sondern geschorene Bären in Frauenkleidern.
Der Glaube an die Existenz schweineköpfiger Frauen schwand und die letzte bedeutende Erwähnung wurde 1924 veröffentlicht. Heute ist die Legende fast in Vergessenheit geraten.

## Standardelemente
Obwohl sich Geschichten über schweineköpfige Frauen im Detail unterscheiden, folgen sie einem zugrundeliegenden Muster. Eine schwangere Dame edlen Standes wird von einer Bettlerin mit ihren Kindern angesprochen. Doch weist sie diese ab, womit sie die Kinder der Bettlerin Schweinen gleichsetzt. Daraufhin verflucht die Bettlerin die schwangere Dame, die eine Tochter gebären sollte, zwar gesund und wohlgeformt mit Ausnahme ihres schweineartigen Kopfes.
Die Tochter wächst gesund auf, doch weist sie einige schweineartige Verhaltensweisen auf. Sie isst nur aus einem silbernen Trog und spricht mit Grunzlauten oder mit einer grunzenden Stimme. Als einzige Nachkommin ihrer Eltern erwartet sie zwar ein großes Vermächtnis, doch ihre Eltern sorgen sich um ihren Verbleib nach ihrem Tode. Sie treffen also Vorkehrungen, um entweder einen Mann für sie zu finden, oder sie spenden ihr ganzes Vermögen an eine Heilinstitution unter der Bedingung, dass das Krankenhaus die Sorge für ihre Tochter zu gewährleistet.
Obschon die Legende zur ungefähr gleichen Zeit in Holland, England und Frankreich auftauchte, wurde sie nur in England und später in Irland bekannt und weitläufig als Tatsache behandelt. 1861 bemerkte Charles Dickens im Bezug auf die Langlebigkeit des Glaubens an schweineköpfige Frauen in England: „Zu jeder Zeit, so glaube ich, hat es eine schweineköpfige Dame gegeben“ ("In every age, I suppose, there has been a pig-faced lady").

## Ursprünge

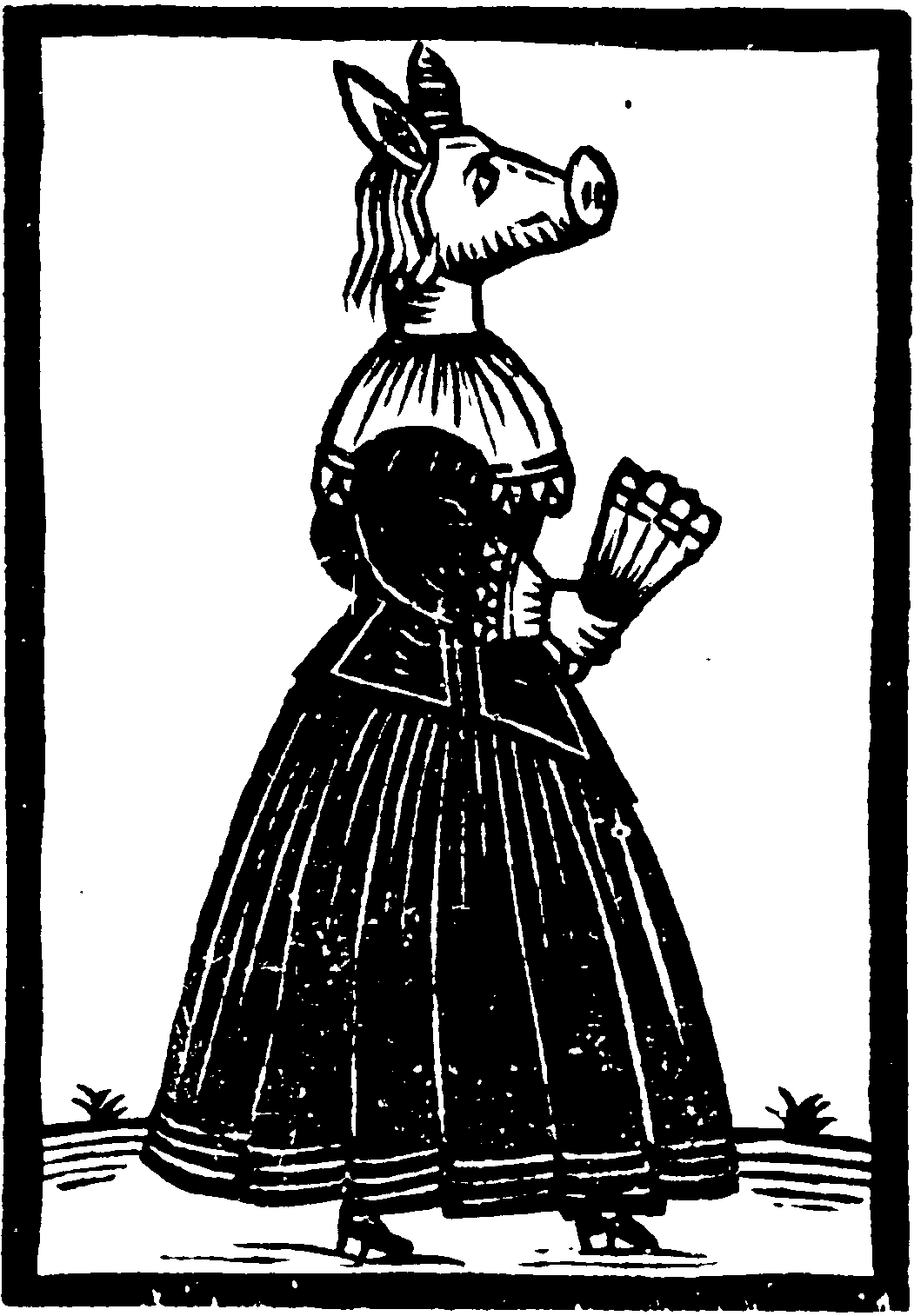
Tannakin Skinker aus A Monstrous Shape, or a Shapelesse Monster, 1640

Während frühere Geschichten von Menschen in tierischer Gestalt weitverbreitet waren, gab es vor dem 17. Jahrhundert in Europa keine Erwähnungen von Menschen mit dem Kopf eines Schweines. (1829 berichtete das Quarterly Journal of Science, Literature, and the Arts, dass die Legende schon 1595 in Paris zirkulierte, doch listete es keine Details oder überzeugende Beweise auf.) Die ersten Versionen der Geschichte schweineköpfiger Frauen schienen gleichzeitig in England, Holland und Frankreich aufzutauchen, und wurden 1639 zum englischen Volksglauben. Ein Volkskunde Artikel des holländischen Historikers und Antiquariats Gerrit Jacob Boekenoogen verwies auf die ersten Versionen der Legende im Jahre 1638 oder 1639.
Die älteste erhaltene Version der Legende ist ein holländischer Kupferstich, der die Amsterdamerin Jacamijntjen Jacobs zeigt. Schwanger wurde sie 1621 von einer Bettlerin mit ihren drei Kindern angesprochen. Sie flehte um Hilfe für ihre hungernden Kinder. Jacobs wies sie ab und sagte: „Schaff deine dreckigen Ferkel aus dem Weg. Ich gebe dir nichts!“ Daraufhin antwortete die Bettlerin „Behauptest du, dass meine Kinder Schweine sind? Dann möge dir Gott die gleichen Schweine geben, wie ich sie hier habe!“ Jacobs Tochter wurde mit dem Kopf eines Schweines geboren und zur Zeit der Veröffentlichung 1638–39 aß ihre Tochter, nun in der Pubertät, angeblich aus einem Trog und hatte eine grunzende Stimme.
Bondeson (2006) vermutet, dass die Legende schweineköpfiger Frauen eine Mischung zweier älterer Geschichten ist. Die mittelalterliche Legende von Margarete von Henneberg erzählt von einer reichen Adligen, die eine Bettlerin mit Zwillingen abwies, und als Strafe 365 Kinder gebar. Gleichermaßen berichtet ein französisches Volksmärchen von einer Adligen, die die Bettelkinder als „Ferkel“ beschimpft, und daraufhin neun Ferkel gebar.
Robert Chambers postuliert 1864 in einer weiteren wichtigen Theorie zum Ursprung der Legende, dass tatsächlich ein Kind mit entstellten Gesichtszügen ähnlich denen eines Schweins und mit einer Sprachbehinderung, die ihrer Stimme einen grunzenden Klang gab, Anfang des 17. Jahrhunderts geboren wurde. Damals steckte die Teratologie (die Wissenschaft von Geburtsfehlern und physiologischen Abnormitäten) noch in den Kinderschuhen, während auf die Theorie des mütterlichen Versehens (dass die Gedanken einer schwangeren Frau einen Einfluss auf das zukünftige Aussehen ihrer Kinder haben) weit verbreitet war. Es ist möglich, dass die Geburt eines deformierten Kindes zu der Geschichte als eine mögliche Erklärung führte, und dass mit der Zeit neue Elemente oder Übertreibungen von Editoren hinzugefügt wurden. Chambers vermutet, dass dieses Kind Julia Pastrana ähnelte. Diese litt unter Hypertrichose, einer Krankheit, die zu Gesichtsdeformationen (wenn auch nicht zwingend schweineartigen) führt. Sie wurde bis zu ihrem Tod 1860 als Attraktion in Europa und Nordamerika und dann bis 1970 einbalsamiert ausgestellt. Während 1952 zwar eine Stillgeburt eines Fötus mit schweineartigem Gesicht dokumentiert wurde, hat es bis heute nie einen glaubhaften Fall eines lebensfähigen Menschen mit solchen Deformationen gegeben. Sämtliche Versionen der Legende berichten von ihrer Gesundheit im Erwachsenenalter.

## Rückgang der Legende
Nach dem Wahn für Geschichten über schweineköpfige Frauen in London zwischen 1814 und 1815 und der darauffolgenden Falschmeldung in Paris berichtete die Presse nicht mehr über die Existenz schweineköpfiger Frauen als Tatsache. Bis zu den 1860er Jahren hatte die Masche schweineköpfige Frauen auf Jahrmärkten auszustellen an Beliebtheit verloren, trotzdem wurden sie bis in die 1880er Jahre weiterhin gezeigt. Heute ist die Legende fast vergessen.
Während es das Dr. Steevens’ Hospital immer noch gibt, zwar als Hauptsitz des Health Service Executive (Feidhmeannacht na Seirbhíse Sláinte) statt als praktizierendes Krankenhaus, werden seit Mitte des 19. Jahrhunderts keine Memorabilien schweineköpfiger Frauen mehr ausgestellt. Das von ihr in Auftrag gegebene Porträt Griselda Steevens hängt weiterhin in der Haupthalle des Krankenhauses.